# Ürmöspuszta
Az ürmöspuszta (ürmös szikes puszta, Artemisio santonici-Festucetum pseudovinae Soó in Máthé 1933 corr. Borhidi 1996) a szikes puszták és sztyepprétek (pusztai gyepek, Artemisio-Festucetalia pseudovinae Soó 1968) társulástani rend szikes pusztai gyepek (alacsony füvű szikes puszták, Festucion pseudovinae Soó 1933) asszociációcsoportjának egyik növénytársulása.

## Elterjedése, változatai
Az ürmöspuszta a közép-ázsiai szikes pusztáknak a Kárpát-medencében is előforduló képviselője, az Alföld szikes pusztáinak legjellemzőbb és legkiterjedtebb élőhelye. A Kárpát-medence szikes gyepeinek egyik sokfelé megtalálható társulása. Elterjedési területe a Fertő vidékétől az Erdélyi-medencéig terjed; ott az Artemisietum santonici társulás váltja fel. Hasonló jellegű fajkombinációkat Kelet-Európa középső részéről is leírtak. A legnagyobb és legtipikusabb ürmös szikesek a Hortobágyon nőnek (tipikus szolonyec talajú és kloridos-szikes változatban). A Kiskunságon növő változatát ezektől egy, a szoloncsák talajokra jellemző faj, a sziki zsázsa (Lepidium crassifolium) megjelenése miatt egyes kutatók nem változatnak, hanem önálló növénytársulásnak (Lepidio crassifoliae-Festucetum pseudovinae Soó (1947) 1971) tekintik.
A Kárpát-medencében nem klímazonális klimax növényközösség, hanem edafikus okok miatt „megrekedt”, stagnáló szukcessziós fázis. Bár az Alföld erdős sztyepp övében az orosz északi erdős sztyeppek növénytársulásai zonálisak, edafikus okokból a délebbi területekre jellemző, itt extrazonális társulások játszanak nagyobb szerepet.
Magyarországon leginkább az Alföld folyóinak egykori árterületein és a löszös-homokos hátak lefolyástalan medencéiben fordulnak elő. E társulások egy része ősi (folytonos a mogyoró kor és részben a pleisztocén óta), más részük az elmúlt 150 év árvízmentesítő és belvízlecsapoló munkálatai után alakult ki. A Duna-Tisza közi, kiterjedt állományok (pl. Apajpuszta) jelentős része mézpázsitos szolonyec szikfokgyepek kiszáradásával jött létre: talajuk sztyeppesedett, szelvényük szintekre differenciálódott. Ezt jelenséget a Hortobágyon is megfigyelték. A Tisza mentén a másodlagos állományok többnyire réti talajú gyepekből alakultak ki.
A szikes puszták vizeinek lecsapolása a felszíni talajréteg vízellátását általában nem befolyásolta lényegesen, de egyes helyeken (Hevesi-puszták, Bihari-sík, Ágota-puszta) a talajvíz szintjének süllyedésével megindult a kilúgzás.

## Jellemzése
Az ürmöspuszták vízellátása szélsőségesen ingadozó, akárcsak a többi szikes növénytársulásé. Tavasszal rövid ideig elöntheti őket a víz, de nyárra teljesen kiszáradnak, talajuk mélyen megrepedezik. A Duna-Tisza közén állományaik talaja szoloncsák-szolonyec, a Tisza völgyében kérges réti szolonyec és közepes réti szolonyec. A talaj felső 10 cm-re (olykor csupán 1-2 centiméterre) kilúgzott, enyhén savanyú, de a B szint már erősen szikes, jellegzetesen oszlopos szerkezetű. A felszíni erózió főleg a szolonyecen speciális szikes mikromorfológiát alakít ki (szikpadkákkal és szikerekkel).
Általában nagy kiterjedésű, rövid füvű, sziki fajokban gazdag, sztyeppréti és réti fajokat nem vagy alig tartalmazó, időszakosan nedves száraz gyep. Nehezen gyomosodik (leginkább saját gyomfajai vannak) és hamar regenerálódik. A huzamos túllegeltetés szegényíti, gyomosítja, de drasztikusan csak a hodályok és kutak körül. A gyomosság tavasszal alig látszik, júniustól látványosabb. A fő gyepalkotó fű a sovány csenkesz (veresnadrág csenkesz, Festuca pseudovina). Ehhez a termőhely jellege szerint társulnak egyéb fajok:
- főleg a nedvesebb foltokon:
  - közönséges mézpázsit vagy sziki mézpázsit (Puccinellia distans - szin: Puccinellia limosa) és
  - keskeny levelű sás (Carex stenophylla),
- a kopárosodó állományokban:
  - puha rozsnok (Bromus mollis) és
  - gumós perje (Poa bulbosa),
- a zavart, rontott helyeken:
  - sziki árpa (Hordeum hystrix).

Cserjék és fák nincsenek, sőt, magas szálfüvei sincsenek, csak a rétekről áthúzódó ecsetpázsit (Alopecurus spp.) és közönséges tarackbúza (Agropyron (Elymus) repens) hozhat létre magas gyepszintet a rétek felé mutató átmeneti, illetve mozaikos állományokban.
Fajösszetételére a kontinentális, pontusi és pontusi-mediterrán flóraelemek jellemzőek. A vízhiány és a legeltetés miatt elterjedtek a zavarástűrő és az egynyári fajok. Ezek egy része nem a szikesekhez kötődő (sztenohalofiton) faj, hanem a szikes talajt valamilyen stratégiával elviselő, úgynevezett pszeudohalofiton. Gyakoribb növények:
- a névadó sziki üröm alfajai (Artemisia santonicum ssp. monogyna és Artemisia santonicum ssp.patens),
- sziki buvákfű (Bupleurum tenuissimum),
- mezei fátyolvirág (Gypsophila muralis) – főleg szárazabb állományokban,
- magyar sóvirág (Limonium gmelinii ssp. hungaricum),
- pusztai madártej (Ornithogalum orthophyllum),
- sziki útifű (Plantago maritima),
- sziki pozdor (Scorzonera cana),
- villás boglárka (Ranunculus pedatus)
- sziki here (Trifolium angulatum),
- pusztai here (bodorka, Trifolium retusum),
- sudár here (Trifolium strictum).

Üdébb állományaiban előfordul több, a füves szikes pusztákéval (Achilleo setaceae–Festucetum pseudovinae Soó (1933) 1947 corr. Borhidi 1996) közös faj is:
- bárányüröm (Artemisia pontica),
- sziki madárhúr (Cerastium dubium),
- réti peremizs (Inula britannica),
- karcsú kerep (Lotus angustissimus).

A sósabb talajokon nő:
- sziki őszirózsa (Aster tripolium ssp.pannonicus),
- parti laboda (Atriplex littoralis),
- magyar sóvirág (Limonium gmelini ssp.hungaricum),
- sziki sóballa (Suaeda maritima);

A szoloncsák talajok szubasszociációt jelző fajai:
- sziki szittyó (Juncus gerardii),
- pozsgás zsázsa (Lepidium crassifolium).

A szologyos foltokon tipikus:
- bárányparéj (Camphorosma annua).

Csak a Dél-Tiszántúlon, a bihari szikeseken, a Hortobágy déli részén és a Nyírség déli peremén, de helyenként tömegesen fordul elő a szubendemikus erdélyi útifű (Plantago schwarzenbergiana).

### Degradálódása
A gyep hézagait gyorsan elvirágzó egyévesek töltik ki: kora tavasszal először a tavaszi ködvirág (Erophila verna), majd a madárkeserűfű (Matricaria chamomilla ssp. salina) tömeges.
További, tipikusan „hézagtöltő” egyévesek:
- büdös zsázsa (Lepidium ruderale),
- egérfarkfű (Myosurus minimus),
- madárkeserűfű (Polygonum arenastrum),
- egynyári szikárka (Scleranthus annuus).

Ezekhez hasonlóan a mohák:
- parázsmoha (Ceratodon purpureus) – dominánssá válhat,
- hamuszínű moha (Rhacomitrium canescens),
- óriás szőrmoha (Polytrichum commune) és a

zuzmók:
- sárga serlegzuzmó (Cladonia foliacea),
- Cladonia furcata

is a degradálódó foltokon, az amorf kovasav-kiválásokon jelennek meg.
A domináns fajok jól bírják a degradálódást, a karakterfajok jelentős része igen leromlott állományokban is túlélhet. A ritkább fajok megújuló képessége ismeretlen, de többségüké valószínűleg ugyancsak jó. Szukcessziósan stabil: a cserjésedés nem veszélyezteti, özönnövények nem települnek be. A ki nem lúgzódó állományokban a nem szikes fajok, az özönnövények és a cserjék kompetíciós ereje alacsony vagy nulla. Tárcsázás, beszántás, rizsparcella felhagyása, mechanikai talajsértések után is viszonylag jól regenerálódik. A zavarástűrő szikes fajokat a domináns fajok visszaszorítják. Az egyéves szikes fajok száma és gyakorisága nem a természetességtől, hanem a tavaszi csapadéktól, illetve az előző évi avar mennyiségétől függ.
Az égetés sem degradálja jelentősen, a mechanikai sértések csak időlegesen gyomosítanak. Más vegetációtípusba csak kilúgzással alakulhat át, mivel regenerálódását leginkább az korlátozza, ha a talaj nem elég szikes: ha kicsi a sótartalom, löszgyepszerű száraz gyep (általában cickórós puszta regenerálódik).
Az ürmöspuszták degradálódásának fő oka a túllegeltetés. Ilyenkor időlegesen a következő fajok szaporodnak el:
- puha rozsnok (Bromus mollis, Bromus hordeaceus),
- sziki árpa (Hordeum hystrix),
- gumós perje (Poa bulbosa),
- tavaszi ködvirág (Erophila verna).

A legeltetett állományok alacsonyak, a nem legeltetetteken az üröm magasabbra nő és egyeduralkodóvá válhat. A nem legeltetett részeken jelenik meg:
- sóspusztai magyarmoha (Entosthodon hungaricus),
- vörösbarna rügymoha (Phascum floerkeanum),
- háztetőmoha (Syntrichia ruralis),
- fényes moha (Phascum cuspidatum),
- a Polytrichum piliferum szőrmoha faj,
- a Barbula unguiculata moha,
- a Bryum tricolor körtemoha,
- a Bryum alpinum körtemoha,
- a Brachythecium albicans moha,
- a Pleurochaete squarrosa moha.

## Alegységei
- Tipikus ürmöspuszta: Artemisio-Festucetum pseudovinae.
- Csenkeszszegény állományok (Limonio-Artemisietum). Általában üdébbek, illetve mechanikailag bolygatottabbak. Ritkábbak rajta a szikfokok és vakszikek fajai; az évelő fajokkal borított terület aránya elérheti az 50%-ot.
- Gypsophilo-Festucetum állományok (mohás, padkás, sok fátyolvirággal).
- Másodlagos, de erősebben ürmös-szikes, a cickórós legelőhöz hasonló foltok (Achilleo-Festucetum artemisietosum).
- Azok a kiszáradt Puccinellietumok, amiken már a csenkesz és az üröm dominál (Artemisio-Festucetum puccinellietosum) – például Apaj határában.
- Kilúgzódó szikpadkások elürmösödött vakszikjei (ezek felszíne már kilúgzott, de a talaj mélyebben még szikes, a vakszikek fajait az ürmöspuszták fajai váltották fel).